# Bitwa pod Montebello
Bitwa pod Montebello – starcie zbrojne, które miało miejsce 20 maja 1859 r. w trakcie wojny francusko-austriackiej.
Wojska austriackie osłaniające Mediolan dowodzone przez generała F. Gyulaia w sile 100 000 ludzi zajęły w maju 1859 r. stanowiska w okolicy rzek Ticino i Pad. Naprzeciwko Austriaków wyruszyły wojska sardyńskie oraz armia francuska pod wodzą Napoleona III. 
Austriacy nie mając pojęcia, gdzie nastąpi główne uderzenie wysłali na rozpoznanie oddziały dowodzone przez generała hrabiego Ph. Stadiona (2 dywizje – 22 000 ludzi), które dnia 20 maja wyruszyły ze Stradeli. Po dotarciu do Montebello brygada austriacka generała C. Urbana zajęła miasto, po czym ruszyła dalej. W trakcie marszu Austriacy natknęli się na straż przednią francuskiej dywizji generała E. Foreya. Doszło do starcia, w wyniku którego Austriacy wycofali się do Montebello, gdzie wzmocnieni dwiema dodatkowymi brygadami przygotowali się do obrony. Atak francuski okazał się jednak bardzo skuteczny, Austriacy z dużymi stratami zostali wyparci z miasta. Po zwycięstwie Forey wycofał się z Montebello. Straty francuskie to ok. 700 ludzi, Austriacy stracili ponad 1 400 żołnierzy. 